# Église Saints-Julien-et-Basilisse de Bram
L'église Saints-Julien-et-Basilisse de Bram est une église située en France sur la commune de Bram, dans le département de l'Aude en région Occitanie.
 Elle fait l'objet d'un classement partiel au titre des monuments historiques depuis le 9 janvier 1932.

## Localisation
L'église dont la construction remonte au XIIIe siècle est située au centre du village circulaire d'époque médiévale, à l'emplacement de l'ancien château.

## Description
L'intérieur de l'église est composé d'une vaste nef voûtée sur croisée d'ogives soutenue par des arcs doubleaux. Les troisième et quatrième travées sont gothiques, les première et deuxième ont été rajoutées au XIXe siècle, de même que la vaste tribune métallique. Le chœur est flanqué de deux chapelles gothiques formant un faux transept.

## Historique
Son existence est attestée dès le début du XIIIe siècle, lorsque l'évêque de Toulouse, Folquet de Marseille ou Foulques (c.1155-1231) en fait donation en 1211 au monastère de Prouilhe, sa dédicace à deux saints du Haut Moyen Âge, sainte Basilisse et saint Julien, laisse supposer l'existence d'un édifice antérieur, probablement au même emplacement. L'édifice, noyau primitif du village concentrique, est de style gothique et a fait l'objet de plusieurs campagnes de travaux. La sacristie fut agrandie à partir de 1869. L'abside pentagonale et le clocher carré qui la flanquent sont attribués à la fin du XIIIe siècle. Ils ont fait l'objet d'une restauration de 2002 à 2010. À côté de l'église se trouvait jusqu'au XVIIe siècle un petit cimetière où les anciennes familles avaient leur sépulture.
Le retable baroque du XVIIe siècle, en bois bichrome et marbre, surmonté de deux colonnes torses, s'orne en son centre d'un tableau de l'Assomption de la Vierge.
Terminé le 4 avril 1878, la réalisation du décor mural fut effectuée par François Ourtal père du  peintre Jacques Ourtal.
Une plaque commémorative dédiée aux morts de 1914-1918 est apposée avec les noms de 82 poilus.
La réfection de l'éclairage a été faite en 2016 et  2017, celle des façades en 2020 et celle du toit en 2025,,,,.
L'association des « Amis de l'église de Bram » fondée en 2015, organise de nombreuses manifestations pour préserver et enrichir son patrimoine,,.
Le 30 novembre 1962, après des obsèques, la veille à Paris, en l'église Saint-Honoré-d'Eylau, une messe fut célébrée dans l'église pour Albert Sarraut en présence de nombreuses personnalités, avant son inhumation au cimetière de Bram.
Le 13 novembre 2022, Mgr Bruno Valentin, y célébra sa première messe en qualité d'évêque coadjusteur du diocèse.

### La dalle funéraire des Lordat
Sur le mur opposé se trouve une atypique dalle funéraire en marqueterie de marbre polychrome du XVIIIe siècle, inscrite au titre d'objet par les M.H le 30 septembre 1911. En haut figure les armoiries de la famille de Lordat, seigneurs de Bram. Le bas est occupé par deux personnages : un ange jouxté de la mort. Ils tiennent un parchemin comportant une inscription en latin mentionnant en latin les décès de Paul-Jacques II (1679-1765), marquis de Lordat, et de son fils Joseph-Marie (1725-1765), anciens gouverneurs de la ville et cité de Carcassonne.
La traduction du texte en latin est la suivante:
« A Dieu tout puissant et très grand, Paul-Jacques, marquis, et à son fils, Marie-Joseph, comte, issus de l’ancienne et illustre famille de Lordat, baron de cette province d’Occitanie, préfet de la Cité et gouverneur de Carcassonne, chers au Roi et à la Patrie, décédé le jour du 5 mars de l’an du Seigneur 1765, âgée de 39 ans. Préfet de Carcassonne, avant et après son fils, de mœurs respectables, revêtu du zèle pour la religion, mourut à l’âge de 86 ans, le jour du 15 juillet de la même année.
Gabriel-Joseph de Lordat, chevalier de l’ordre de Saint-Jean de Jérusalem, commandeur de la commanderie d’Espalion dans le territoire de la Provence.

Pour célébrer la piété de son père et en affection pour son frère, il posa ce monument ».

### Personnalité liée à l'église
- Le chanoine Bruno Garrouste (1944-2023). Nommé vicaire et curé à Bram de 1990 à 2000 et de nouveau à partir de  2012, marqua par sa forte personnalité et son humanisme le Lauragais et le diocèse de Carcassonne[16],[17],[18].

Galerie photographique
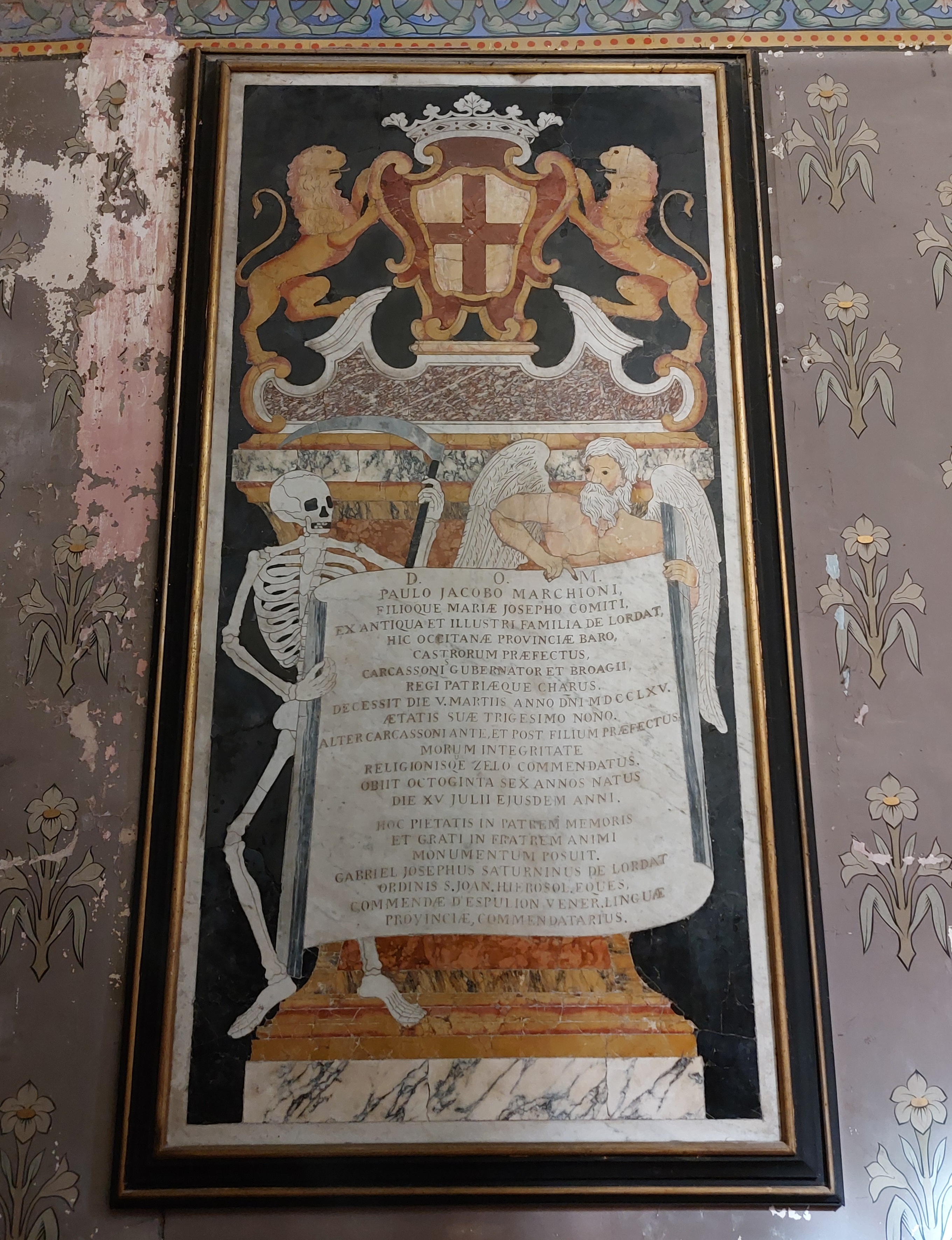
Dalle funéraire en marbre du XVIIIe siècle dédiée à Paul-Jacques et son fils, Joseph-Marie de Lordat.
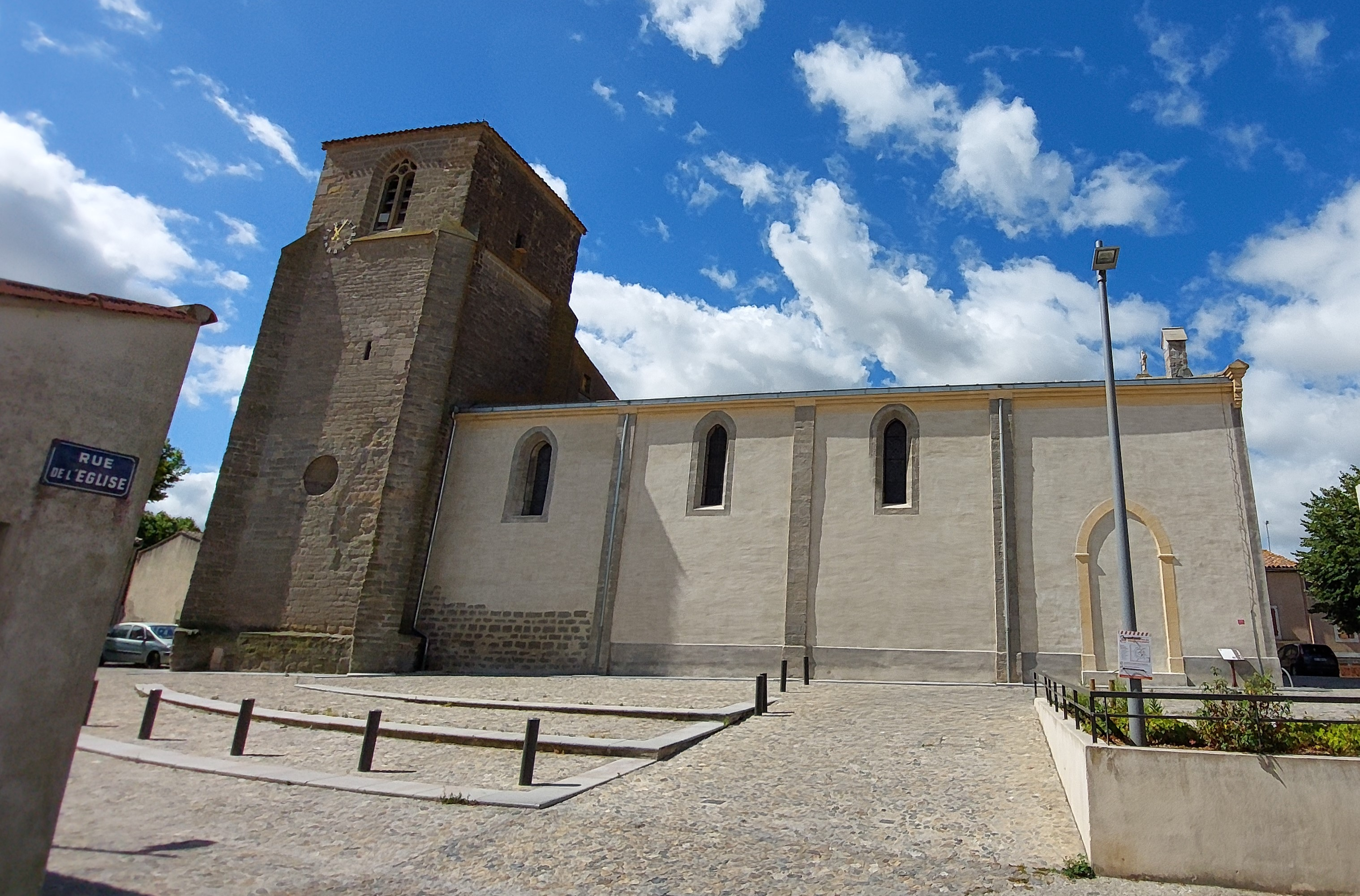
La façade nord de l'église.
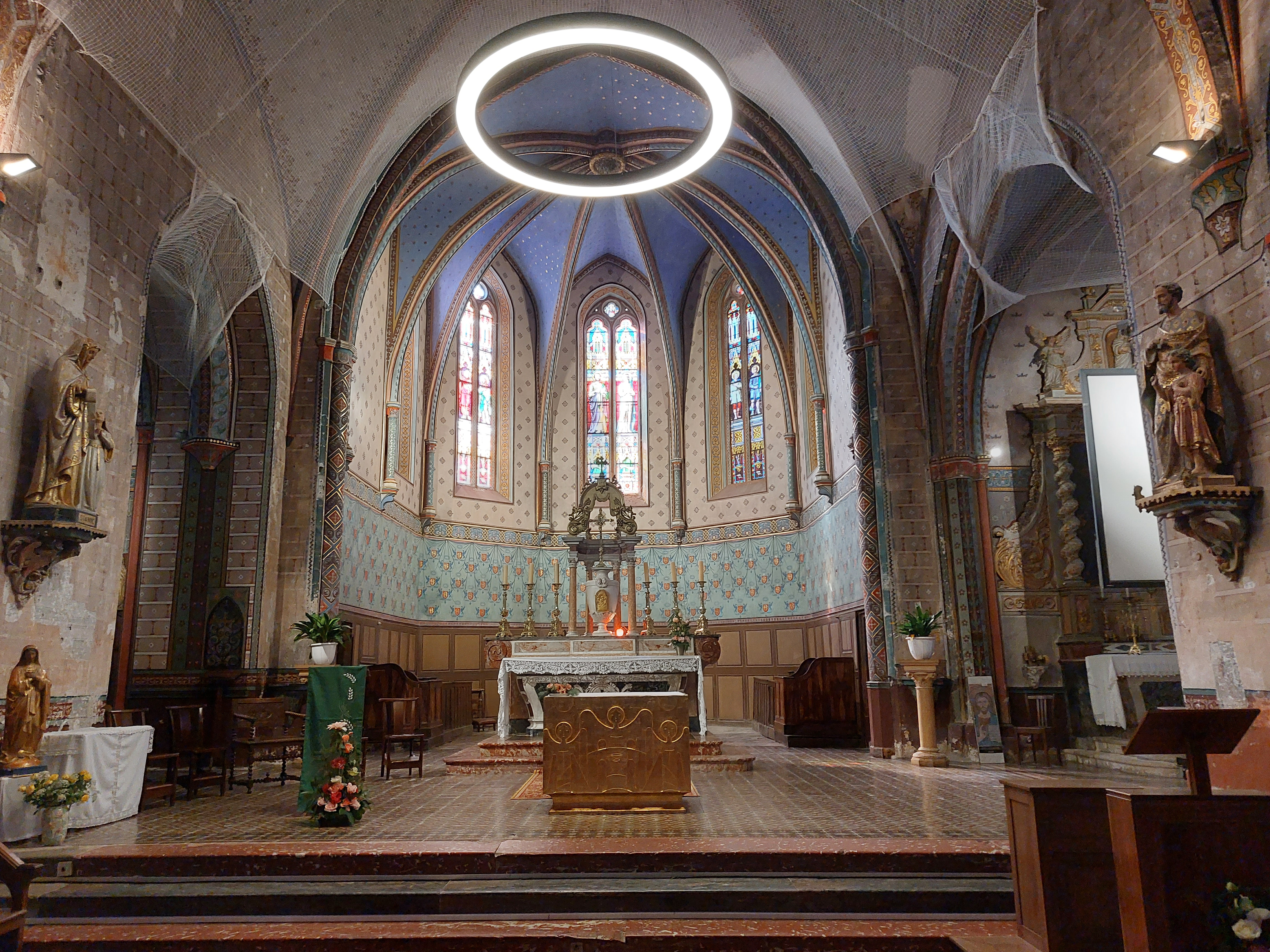
Chœur de l'église Saints-Julien-et-Basilisse.
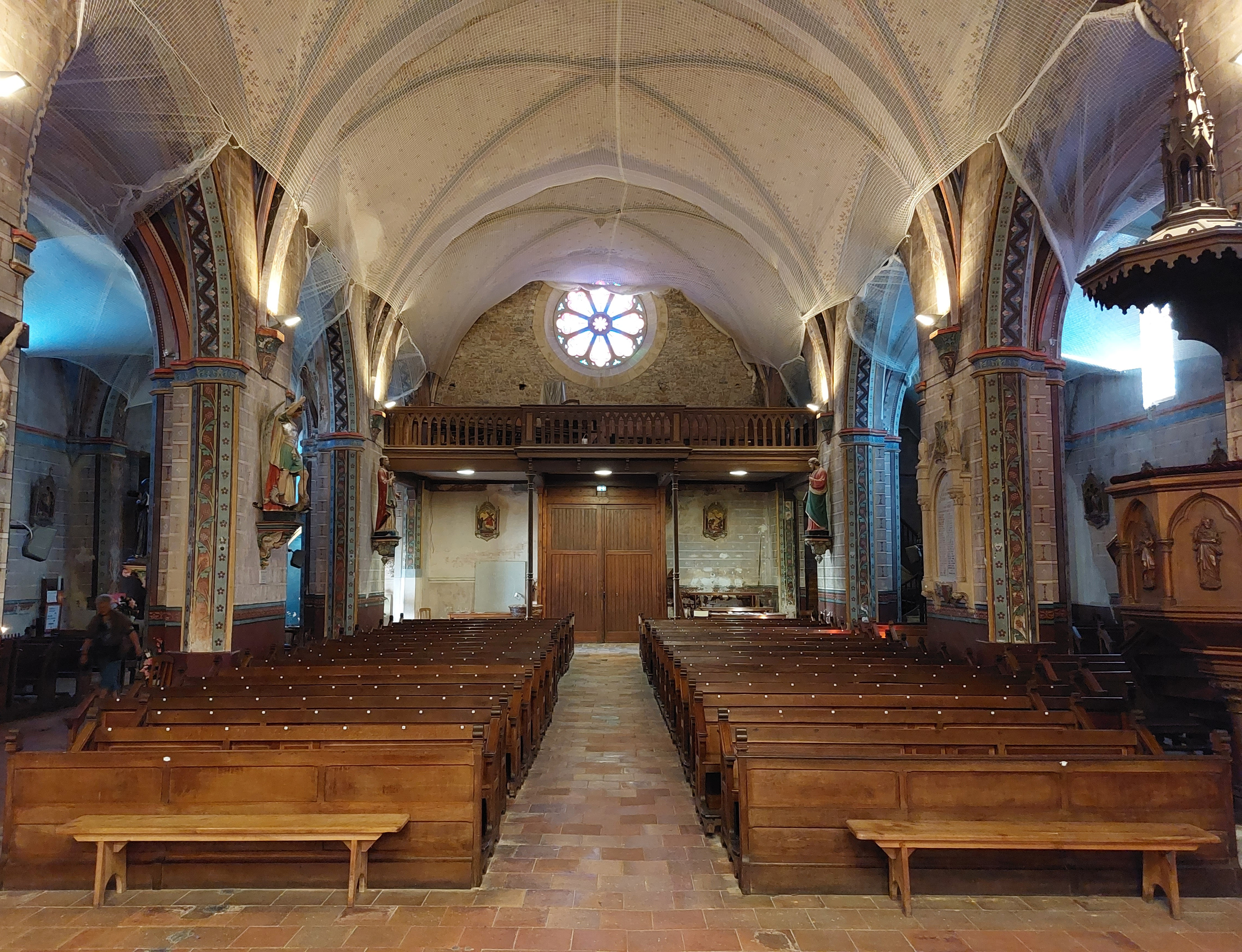
La nef de l'église vue du chœur.
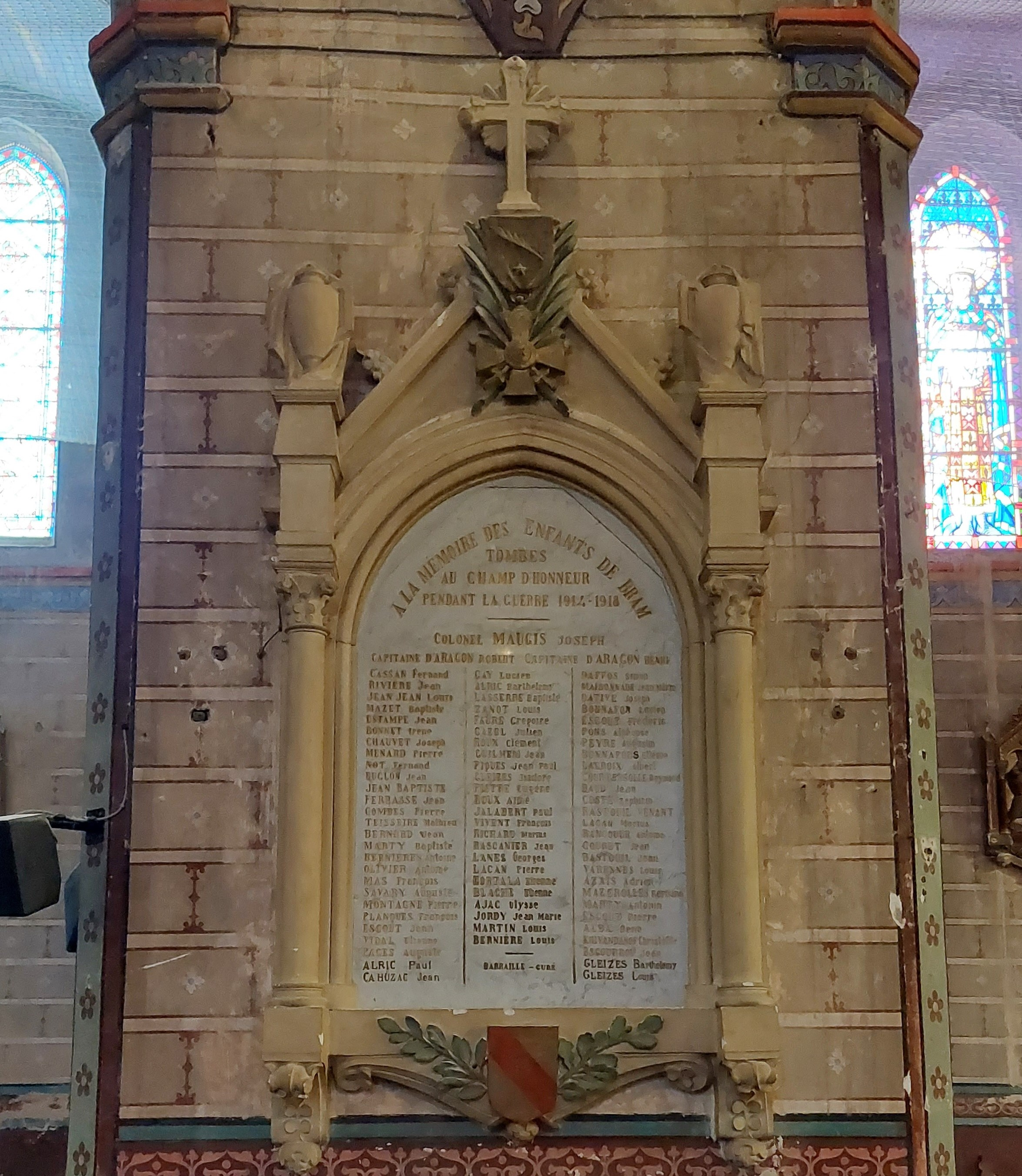
Plaque commémorative dédiée aux morts de la guerre 14-18.
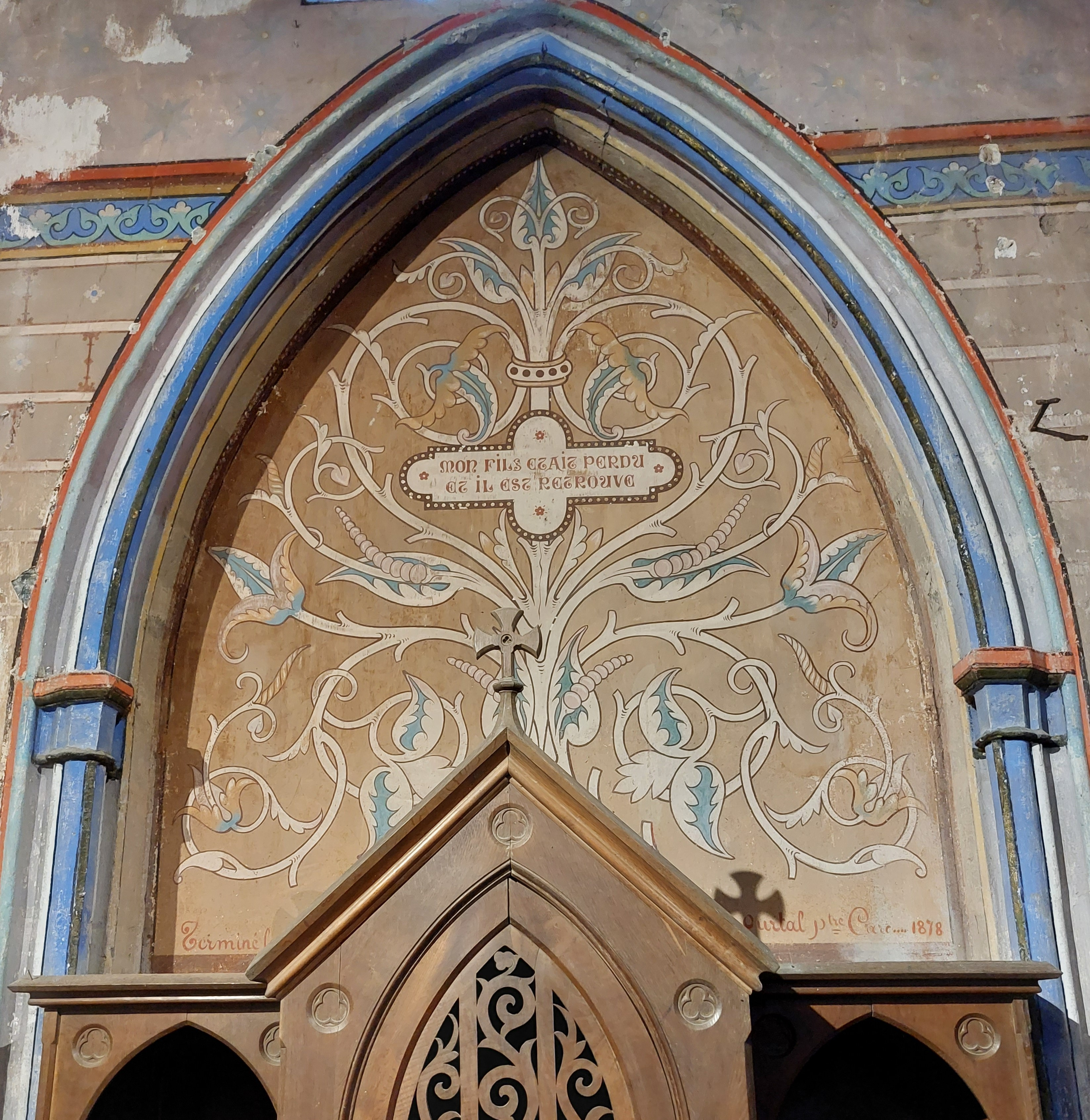
Élément du décor de 1878.
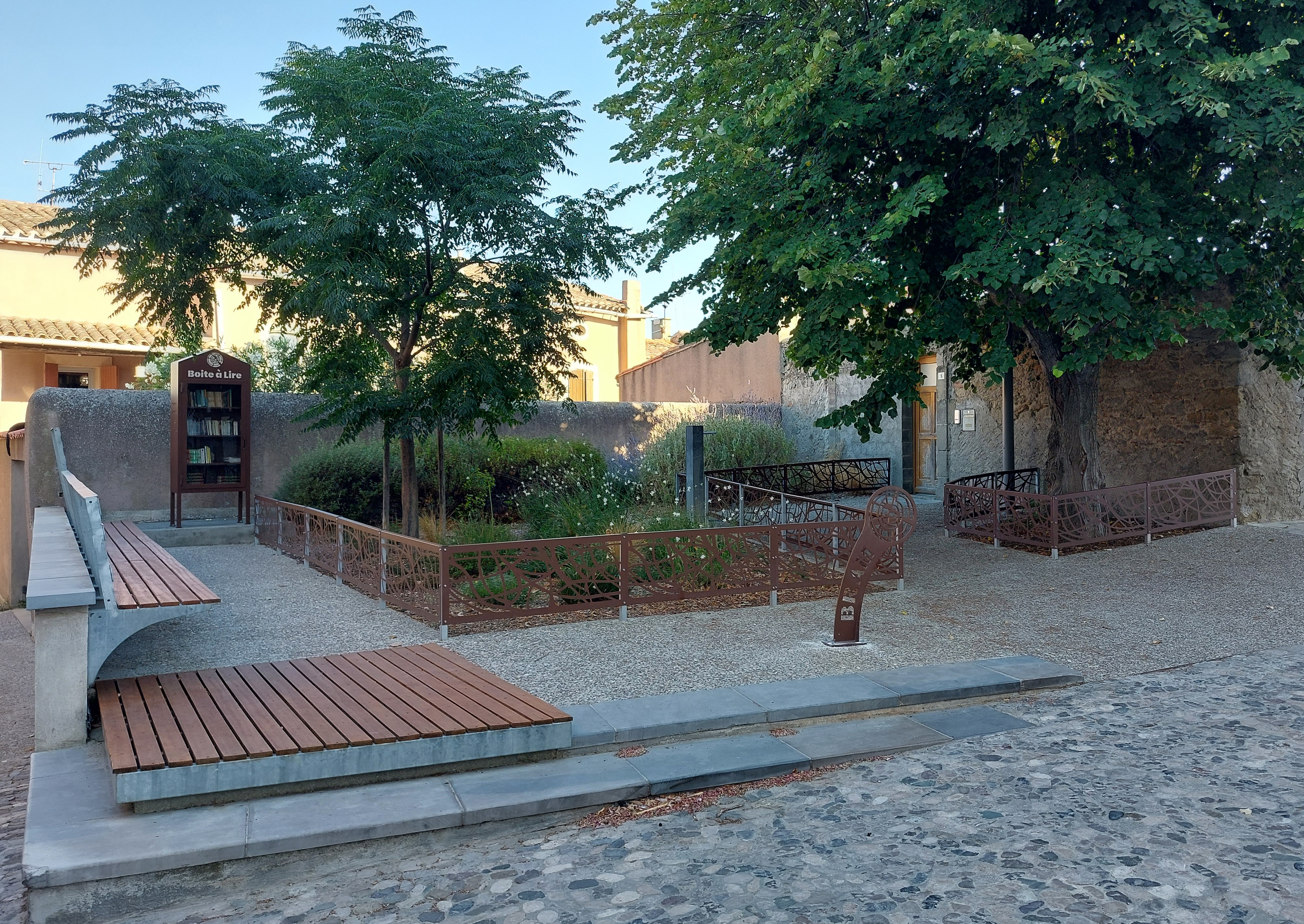
Le square situé face au portail de l'église.
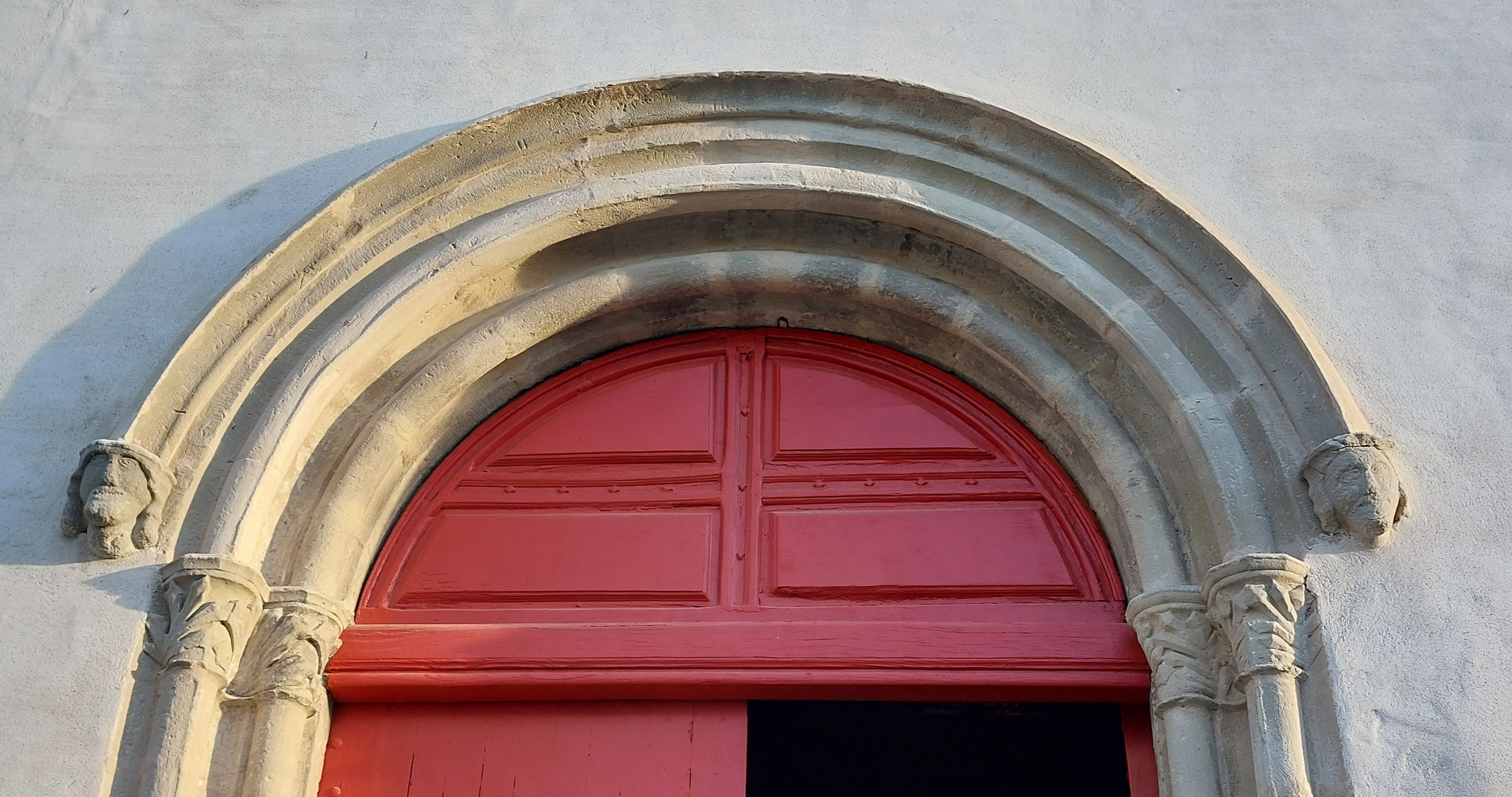
Modillons du XIVe siècle visibles au-dessus de la porte d'entrée de l'église.
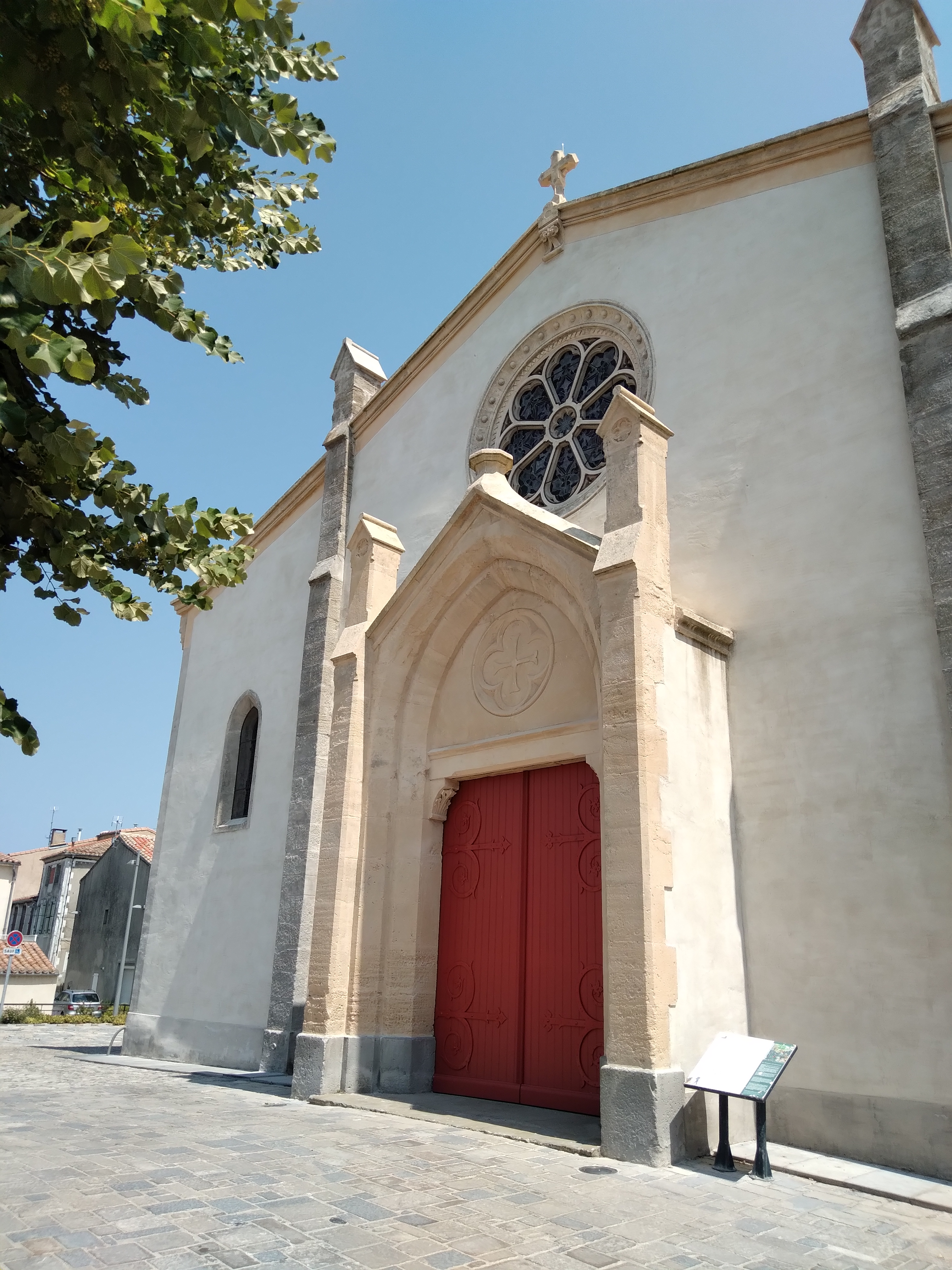
Le portail de l'église.